# Wasserkraftwerk Keselstraße
Das Wasserkraftwerk Keselstraße ist ein Laufwasserkraftwerk des Allgäuer Überlandwerks in Kempten (Allgäu). Es wird mit der Wasserkraft der Iller angetrieben, an deren linken Ufer das Werk steht.

## Geschichte
Anfang November 2007 wurde mit dem Bau des neuen Laufwasserkraftwerks an der Keselstraße begonnen. Dabei wurde der Altbau aus dem Jahr 1958 vollständig abgebrochen und eine neue Konstruktion gebaut. Die Investitionskosten betrugen rund 15 Millionen Euro.
Am 11. Dezember 2009 hat im Kraftwerk das Drehfest stattgefunden. Neben dem Kraftwerk befinden sich die alten und denkmalgeschützten Gebäude aus Backstein, in denen bis in die Mitte des 20. Jahrhunderts die Mechanische Baumwollspinnerei und -weberei Kempten ihre Produktion hatte.

## Beschreibung

### Technische Daten
Die Turbinen wurden vom Unternehmen Andritz Hydro geliefert. Die zwei Kaplan-Turbinen haben einen Durchmesser von je 2,35 Metern und sind sieben Meter hoch. Für den Bau wurden insgesamt 12.000 Kubikmeter Beton und 770 Tonnen Stahl verbraucht. Probleme beim Bau ergaben sich bei der Baugrubensicherung. Dabei musste das luftige Gestein mit bis zu 12 Meter langen Nägeln gesichert werden. Das Gebäude ist insgesamt 20 Meter hoch, 100 Meter lang und 23 Meter breit.

### Versorgung
Jährlich werden 10,5 Millionen Kilowattstunden elektrische Energie produziert und zirka 3.000 Haushalte beliefert. Es hat einen Nenn-Durchfluss von 64 Kubikmetern pro Sekunde. Eingespart werden jährlich etwa 5.400 Tonnen CO₂.

### Ökologie
Das Kraftwerk verfügt über eine 76 Meter lange Kaskadenfischtreppe die eine Höhe von 5,1 Metern überwindet. Zur Verbesserung des Fischschutzes trägt ebenfalls ein 80 m² großer Feinrechen bei. Dieser hat einen Abstand von jeweils 3 Zentimetern bei den horizontalen Rechenstäben.

## Architektur-Auszeichnungen
Seit der Fertigstellung im Juli 2010 wird das Turbinengebäude als gefrorene Welle, Gletscherzunge oder sternförmig geschliffener Flussstein bezeichnet.  Der Kraftwerkseigentümer ermöglicht regelmäßige Besichtigungen durch die gesamte Anlage.
2010 erhielt das Wasserkraftwerk die Auszeichnung pbb Architekturpreis 2010: Es handelt sich hierbei um einen bundesweiten Architekturpreis für „vorbildliche Gewerbebauten“. Es soll durch seine außergewöhnliche und eigenständige Architektursprache sowie die städtebauliche Einbindung einen Meilenstein im Bereich der regenerativen Energie sein.
Im Jahr 2011 wurde die Architektur des Kraftwerks mit einer Auszeichnung beim Deutschen Architekturpreis und zudem mit dem Deutschen Architekturpreis Beton gewürdigt.
Gestaltet wurde das Bauwerk vom Kemptener Büro becker architekten.